# 카치나주

카치나주의 위치

카치나주(영어: Katsina State)는 나이지리아의 북부에 있는 주로, 주도는 카치나이다. 면적은 24,192km2이며, 인구는 3,878,344명(1991년)이다. 1987년 9월 23일 카두나주에서 분리되어 신설되었다. 북쪽으로는 니제르와 국경을 접하며 남쪽으로는 카두나주, 서쪽으로는 잠파라주, 북동쪽으로는 지가와주, 남동쪽으로는 카노주와 접한다.